# 증류기

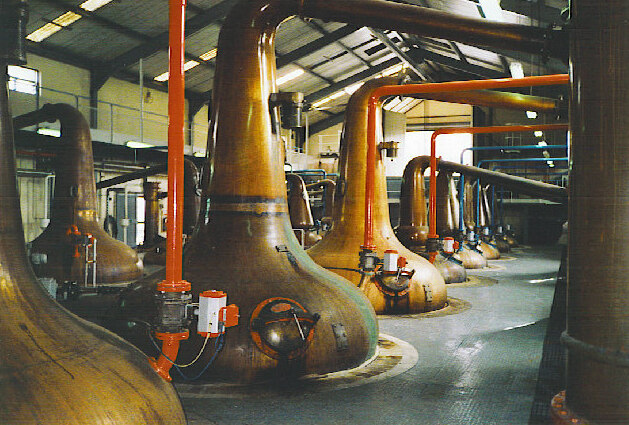
글렌피딕에 있는 스완넥형 단식증류기

증류기(蒸溜器)는 가열하여 선택적으로 끓인 다음 냉각하고 증기를 응축시켜 액체 혼합물을 증류하는 데 사용되는 장치다. 증류기는 일반적인 실험에 사용되는 증류 장치와 동일한 메커니즘을 사용하지만 규모는 훨씬 크다. 향수, 의약품 등을 제조하거나 일반적으로 다양한 화학물질의 분리와 정제 및 에탄올을 포함한 증류주 제조에 사용되고 있다.